# Lega anti vivisezione
La LAV - Lega Anti Vivisezione è un'associazione ambientalista italiana concentrata sulla salvaguardia della vita e dei diritti degli animali.
Fondata nel 1977 è riconosciuta dallo Stato italiano come associazione di tutela ambientale, ente morale e organizzazione non lucrativa di utilità sociale (ONLUS). È inoltre considerata una lobby di rilievo politico in Italia: già prima del 2004 la LAV coordinava un intergruppo parlamentare composto di diversi deputati e senatori dei vari schieramenti, in grado di presentare e portare avanti leggi, emendamenti, interrogazioni, risoluzioni e protocolli.

## Storia
La LAV fu fondata a Roma nel 1977 da un gruppo di nove persone sull'onda dell'uscita del saggio Imperatrice nuda di Hans Ruesch per portare avanti una proposta di legge di iniziativa popolare per l'abolizione della vivisezione. Il primo segretario generale è Alberto Pontillo. Già nel corso dell'anno successivo vengono aperte le prime sedi locali a Udine e La Spezia mentre in Parlamento vengono presentate le prime proposte di legge per l'abolizione della vivisezione e per la tutela degli animali.
Nel 1981, nel 1987 e nel 1990 ha promosso tre distinti referendum popolari per l'abolizione della caccia conclusisi rispettivamente con l'inammissibilità del quesito nel 1981 e nel 1987 e il non raggiungimento del quorum nel 1990.

## Attività
L'associazione è concentrata sulla tutela della vita e dei diritti degli animali contrastandone ogni forma di sfruttamento; le finalità sono così sintetizzate dalla stessa LAV:
Aderisce alla Federazione Italiana Associazioni Diritti Animali e Ambiente; inoltre l'associazione fa parte di Fur Free Alliance e di ENDCAPtivity.
La LAV è riconosciuta, dal Ministero della salute, anche come associazione che persegue finalità di tutela degli interessi lesi da reati contro gli animali (D.M. Salute ai sensi della Legge 189/04)
Conduce campagne di sensibilizzazione sui temi dell'animalismo e dei diritti degli animali attraverso una rete di settantasei sedi locali, l'impegno di 700-1000 volontari] e il sostegno di ventimila soci, intervenendo direttamente per la tutela degli animali e promuovendo azioni legali nei casi di maltrattamento. Appartiene ai gruppi europei European Coalition to End Animal Experiments (ECEAE) ed Eurogroup for Animals.

### Progetti
L'Osservatorio nazionale zoomafia è stato istituito dalla Lega anti vivisezione nel 1998 dopo la pubblicazione del Rapporto Zoomafia dello stesso anno redatto dall'associazione e presentato al Ministero dell'Interno; il ministro dell'interno e la DIA avevano individuato proprio nella zoomafia una delle frontiere della criminalità organizzata. L'osservatorio si occupa di analizzare lo sfruttamento degli animali da parte delle organizzazioni criminali e infiltrazioni criminali nelle manifestazioni legali o paralegali con animali (palii, sagre, ecc.)

## Controversie
In data 5 giugno 2019 la LAV fa partire una petizione diretta al Ministro della salute Giulia Grillo contro il progetto di ricerca Lightup con testuali parole: “L’Università di Torino approva e sostiene la Vivisezione e ha in corso un progetto che sottoporrà alcuni macachi a un terribile esperimento che li renderà ciechi”. A seguito di queste dichiarazioni varie associazioni di ricercatori accusano la LAV di diffondere fake news spiegando che i 6 macachi non verranno acceccati per sempre ma subiranno una temporanea perdita visiva su una limitata area arrecando il minor fastidio possibile all’animale. Il 28 gennaio 2020 il presidente della LAV Gianluca Felicetti viene indagato dalla Procura di Parma per i reati di rivelazione di documenti segreti, accordi per istigare a reati, minacce e diffamazione. Tali accuse sono state rigettate dal presidente della LAV. La denuncia è stata poi archiviata il 10 giugno 2020 dal Gip del Tribunale di Parma, Mattia Fiorentini, su richiesta del pubblico ministero Andrea Bianchi.